# ذا إيلدر سكرولز 3: موروويند
ذا إيلدر سكرولز 3: موروويند (بالإنجليزية: The Elder Scrolls III: Morrowind)‏ هي لعبة أكشن تقمص أدوار عالم مفتوح من تطوير ونشر شركة بيثيسدا غيم ستوديوز، اللعبة هي الثالثة ضمن سلسلة ذا إيلدر سكرولز، صدرت اللعبة في عام 2002 على أجهزة مايكروسوفت ويندوز وإكس بوكس.